# Liste der Tomatensorten
Hier werden etwa 23.000 Sorten der Art Tomate (Solanum lycopersicum) aufgeführt.

## Erläuterungen

### Sortierung
Die Liste wird alphabetisch nach dem Sortennamen sortiert. Buchstaben mit diakritischen Zeichen werden wie die zugehörigen Grundbuchstaben behandelt. Reihung: 0aAáÁàÀäÄsSßt. (Die Wikimedia-Tabellensortierung macht das etwas anders, sie sortiert Buchstaben mit Akzent hinter das normale Alphabet.)

### Sortennamen
Die Sortennamen stammen aus etlichen Sprachen und sind (noch) nicht einheitlich angesetzt. Brauchbare Ansetzungsregeln werden noch gesucht.

#### Regelskizze zur Ansetzung der Sortennamen
Mehrnamigkeit:
- Die dokumentierte Einheit ist die Sorte, nicht ihr Name.
- Die Namen werden im Singular angesetzt.
- Gibt es deutsche Sortennamen, werden diese als Vorzugsbezeichnung genutzt.
- Sind mehrere Namen für dieselbe Sorte bekannt, werden die nachgeordneten Namen in Klammern angefügt und ggf. untereinander durch einen Punkt getrennt.
- Um Verwechslungen mit geklammerten Namenszusätzen auszuschließen, werden die geklammerten nachgeordneten Namen durch ein "oder: " eingeleitet.
- Nachgeordnete Namen erhalten keinen eigenen Eintrag.

Unabhängig von allen üblichen Rechtschreibregeln:
- Alle Namen werden im lateinischen Alphabet angesetzt und sind bei anderen Ausgangsschreibungen entsprechend transkribiert. Allerdings bisher nicht nach einheitlichen Transkriptionsregeln.
- Der erste Buchstabe eines jeden Wortes im Sortennamen wird groß geschrieben, alles andere klein.
- Der Genitiv-Apostroph in englischen Sortennamen bleibt erhalten.
- Buchstaben und Ziffern werden durch ein Leerzeichen getrennt. Ausnahme: „F1“.

### Häufige Parameter
In der Spalte „Beschreibung“ werden folgende Parameter häufig verwendet:
- „Frucht:“
- „Fruchtgewicht:“
- „Herkunft:“
- „Reifezeit:“
- „Typ:“
- „Züchter:“

#### Reifezeit
Die Reifezeit ist die Zeit in Tagen zwischen dem Aussetzen der Jungpflanzen im Freiland, in Mitteleuropa also etwa ab dem 20. Mai, bis zur Reife der ersten Früchte.

#### Züchter
Auch die Namen der Züchter werden im lateinischen Alphabet angesetzt.